# José de Cañizares
José de Cañizares y Suárez de Toledo (* 4. Juli 1676 in Madrid; † 4. September 1750 ebenda) war ein spanischer Dramatiker und Librettist.

## Leben
Cañizares schlug zunächst eine militärische Laufbahn ein und hatte 1711 den Rang eines Capitán Teniente de Caballos Corazas inne. Daneben war er schon früh als Schriftsteller aktiv. Sein erstes im Druck erschienenes Werk war Al lamentable suceso de la muerte de la Reyna Madre (1686). Er trat in den Dienst des Herzogs von Osuna und war von 1702 bis 1747 der Zensor der Theater von Madrid. Als Compositor de Letras Sagradas der Capilla Real de Madrid stand er ab 1736 im Dienst des königlichen Hofes.

## Werk

### Dramen
Neben einer Reihe höfischer Gedichte, darunter Pompa funeral y reales exequias en la muerte de los Príncipes delfines de Francia (1711), España llorosa sobre la funesta pira el augusto mausoleo y regio túmulo… (1711) und Serenata a los reales desposorios de don Carlos de Borbón y doña María Amalia de Sajonia (1738) verfasste Cañizares mehr als einhundert Dramen im barocken Stil und war damit einer der produktivsten und erfolgreichsten Dramatiker seiner Zeit in Spanien. Neben effektvollen historischen Dramen wie Carlos V sobre Túnez, Las cuentas del Gran Capitán, El pleito de Hernán Cortés con Pánfilo de Narváez, La heroica Antona García, El rey don Enrique III llamado el Enfermo, A un tiempo rey y vasallo und La banda de Castilla y duelo contra sí mismo standen Stücke über Heilige (A un tiempo monja y casada, Santa Francisca Romana, Lo que vale ser devoto de San Antonio de Padua, La más amada de Cristo Santa Gertrudis la Magna, Santa Catalina, virgen, mártir y doctora) und mythologische Figuren (Amor aumenta el valor, Amor es todo invención, Júpiter y Anfitrión). Besonderen Erfolg hatte er mit den abenteuerlichen historischen Dramen El pastelero de Madrigal, El falso nuncio de Portugal und El picarillo en España, señor de la Gran Canaria.

### Komödien
Breiten Raum im Schaffen Cañizares nahmen Komödien ein, in denen er didaktische mit burlesken Elementen verband wie  Abogar por su ofensor y Barón del Pinel, El honor da entendimiento y el más bobo sabe más, De comedia no se trate, allá va ese disparate, Si una vez llega a querer, la más firme es la mujer, Dios los cría y ellos se juntan, La boba discreta und El dómine Lucas. Besonderes können bewies er auf dem Gebiet der Comedia de magia mit Stücken wie Don Juan de Espina en Milán und Don Juan de Espina en Madrid, El asombro de Francia, Marta la Romarantina, El anillo de Giges y mágico rey de Lidia und El asombro de Jerez, Juana la Rabicortona.

### Libretti
Daneben machte Cañizares sich einen Namen als Librettist mit Werken, die er als melodrama oder drama armónico bezeichnete, wie A cual mejor confesada y confesor, San Juan de la Cruz y Santa Teresa de Jesús, Accis y Galatea, Amando bien no se ofenderá un desdén, Eurotas y Diana, Las amazonas de España. Angélica y Medoro, Con amor no hay libertad, Cuerdo delirio de amor, De los encantos de amor la música es el mayor und Cautelas contra cautelas o El rapto de Ganimedes.